# Onada de calor
Una onada de calor és un augment brusc i perllongat de la temperatura i humitat per sobre dels valors mitjans del clima d'una zona determinada. És un desastre més freqüent a l'estiu i afecta tant a les persones, com a la resta d'éssers vius, essent el fenomen climàtic que més morts causa.

## Definició internacional d'onada de calor
L'Organització Meteorològica Mundial defineix una onada de calor com “Un temps inusualment càlid (màximes, mínimes i / o mitjana diària) en una regió, que persisteix durant almenys dos dies consecutius durant el període calorós de l'any, en funció de les condicions climatològiques locals, amb registres per sobre dels llindars determinats.”
A partir d'aquesta definició, els llindars que defineixen una onada de calor a cada territori venen fixats pel organisme meteorològic competent.

## Onada de calor a Catalunya segons l'SMC
L'organisme competent en matèria de meteorologia a Catalunya és el Servei Meteorològic de Catalunya. Estableix que el llindar per determinar una onada de calor són les temperatures màximes, que han d'excedir el percentil estadístic del 98% dels últims 10 anys de la sèrie de cada estació meteorològica oficial. Això vol dir que el 2% dels dies més càlids dels últims 10 anys marcaran el llindar de temperatures màximes a superar per a determinar una onada de calor.
Aquesta manera de definir una onada de calor implica que els llindars depenen de cada punt del territori català. Així, els llindars canvien en funció de la ciutat o població.

## Alguns efectes
- Morts per hipertèrmia o síncopes
- Fallides elèctriques per l'augment de l'ús de l'aire condicionat i ventiladors
- Increment dels incendis
- Afectacions en circuits elèctrics, dispositius electrònics i carreteres
- Sequera posterior
- Disminució de l'aigua potable en àrees subdesenvolupades[4]